# Precious Moment
『Precious Moment』（プレシャス・モーメント）は、松田聖子通算16枚目のオリジナル・アルバム。1989年12月6日発売。発売元はCBS/SONY RECORDS。

## 解説
前作『Citron』（1988年5月11日）から、約1年7か月ぶりのリリース。結婚・出産による休養中でもアルバムのリリースはコンスタントに続けていたため、1年半を超えるブランクはデビュー以来初めてある。先行シングル『Precious Heart』を含む。
デビューから所属していた芸能事務所「サンミュージック」を離れ、個人事務所「ファンティック」を構えた時期である。
長年担当音楽プロデューサーであった若松宗雄が営業統括部長に異動したため担当を離れ、これまで若松の下でディレクターとして活動していた佐藤洋文が新たに音楽プロデューサーに就いている。
作詞家・松本隆を離れ、松田自身で作詞を担当し始めた初アルバム。大村雅朗以外全て初めて組む作曲家で、心機一転を図った制作コンセプトが窺える。
初回生産分は三方背BOX仕様。中身はデジパック仕様。
『バラ色の扉』を提供した德永英明は、後に自身のアルバム『VOCALIST 2』（2006年8月30日）で「瞳はダイアモンド」をカバーしている。

## 収録曲
全作詞：Seiko Matsuda　全編曲（3以外）：大村雅朗
1. Chase My Dreams〜明日へのStep　（4:22）
  - 作曲：大村雅朗
2. 手のひらのSnowflake　（3:28）
  - 作曲：柴矢俊彦
3. Precious Heart　（4:27）
  - 作曲：奥居香／編曲：笹路正徳
4. 冬のマリーナ〜潮風に乗せて　（4:39）
  - 作曲：国安わたる
5. Forever Love　（4:07）
  - 作曲：大村雅朗
6. あなたにありがとう　（5:21）
  - 作曲：野田晴稔

『Another Side of Seiko 27』の投票では第29位にランクインしたが、収録されなかった。
7. 月夜のDancing Beat　（4:25）
  - 作曲：川上明彦
8. 今も、Playboy　（4:20）
  - 作曲：高橋諭一
9. 二人だけのChristmas　（4:53）
  - 作曲：小森田実
10. バラ色の扉　（5:14）
  - 作曲：徳永英明

曲の冒頭で神田正輝と会話する様子が取り入れられている。

## 関連作品
- Precious Moment 〜1990 Live At The Budokan〜
- 楽曲別
  - Precious Heart　
    - シングル「Precious Heart#関連作品」を参照されたい

  - Forever Love　
    - Seiko Celebration
    - SEIKO MEMORIES 〜Masaaki Omura Works〜
    - Seiko Matsuda 40th Anniversary Bible -blooming pink-

  - あなたにありがとう　
    - Bible

  - 二人だけのChristmas　
    - Christmas Tree
    - Winter Tales
    - Seiko Matsuda Christmas Songs